# Orthodoxe Synagoge (Gießen)
Die Orthodoxe Synagoge in Gießen war die Synagoge der orthodoxen jüdischen Gemeinde Gießen von 1898/99 bis 1938. Sie wurde im Novemberpogrom 1938 von den Nationalsozialisten zerstört.

## Geografische Lage
Die Synagoge befand sich in der Steinstraße 8.
Die noch bis in die Mitte des 19. Jahrhunderts das Stadtbild prägende, mittelalterlich anmutende, alte Bausubstanz war bis zur Jahrhundertwende in weiten Teilen beseitigt worden. Sie hatte in der Gründerzeit nach 1871 neuen Wohnhäusern Platz gemacht. Auch waren repräsentative öffentliche Gebäude entlang des Anlagenrings entstanden. Neben dem 1880 eingeweihten Universitätshauptgebäude in der Ludwigstraße und dem 1879 eröffneten „Justizpalast“ an der Ostanlage gehörten zu den Neubauten die Johanneskirche an der Südanlage, einige Schulbauten, die zweite, orthodoxe Synagoge in der Steinstraße.

## Geschichte
Die orthodoxe Gemeinde wurde 1886/87 gegründet, 1899 ihre eigene Synagoge mit Gemeinderaum erbaut und 1900 eingeweiht. Zum Rabbiner berief man 1895 Leo Jehuda Hirschfeld (1867–1933) aus Posen. Die Synagoge wurde in der Reichspogromnacht im November 1938 niedergebrannt. Die einzigen original erhaltenen Erinnerungsorte an die jüdisch-orthodoxe Gemeinde sind die Gräberfelder auf dem Alten Friedhof und dem Friedhof am Rodtberg.

## Beschreibung
Die Synagoge der Israelitischen Religionsgesellschaft verfügte über etwa 200 Sitzplätze sowie über eine Mikwe.